# Nikolaj Michajlovskij
Nikolaj Konstantinovitj Michajlovskij (ryska: Николай Константинович Михайловский), född 27 november (gamla stilen: 15 november) 1842 i Mesjtjovsk, guvernementet Kaluga, död 10 februari (gamla stilen: 28 januari) 1904 i Sankt Petersburg, var en rysk sociolog, narodniker och litteraturkritiker. 
Michajlovskij blev 1869 medarbetare i Nikolaj Nekrasovs "Otetjestvennyja zapiski" och övertog efter dennes död (1877) ledningen av tidskriften, jämte Michail Saltykov-Sjtjedrin och Grigorij Jelisejev. Där inflöt hans kritiska uppsatser om framåtskridandet samt om bland andra Charles Darwin, Voltaire och Lev Tolstoj. Som litteratur- och socialkritiker utövade Michajlovskij stort inflytande på den ryska utvecklingen genom att med sin glänsande stil bekämpa Dmitrij Pisarevs ensidiga realism och "vandalism" mot konsten, Tolstojs "icke-motstånd mot det onda" samt narodnikernas överdrivna dyrkan av "folket". Biografiska upplysningar om sig själv lämnade han i kulturskisserna Literatura i zjizn (Litteraturen och livet). Hans samlade skrifter i sex band utkom 1879–1887 (ny upplaga 1887–1888). Särskilt trycktes i bokform hans kritiska studier om Lev Tolstoj (1887), om Sjtjedrin (1890) och Ivan den förskräcklige i ryska litteraturen (1892).